# Tearfund
Stichting Tearfund Nederland -waarin "Tear" staat voor The Evangelical Alliance Relief- is een internationale christelijke ontwikkelingsorganisatie, opgericht door de Evangelische Zendingsalliantie (EZA) met als werkgebied Afrika, Azië en Latijns-Amerika. Het doel van Tearfund is om mensen te helpen om zelf op te staan uit armoede en onrecht. Dat proberen zij te bereiken door zich op materieel, sociaal en geestelijk terrein hulp te bieden. Van september 2006 tot eind 2020 heette de organisatie in Nederland Tear.

## Werkwijze
Het doel van Tearfund is om mensen te helpen om zelf op te staan uit armoede en onrecht.  Dit doen zij door via lokale kerken en organisaties noodhulp te bieden en gemeenschappen in armoede de juiste handvatten te geven om hun leefomstandigheden duurzaam te verbeteren. Tearfund heeft programma’s in Afrika, Azië, Latijns-Amerika en het Midden-Oosten.
Daarnaast creëert Tearfund in Nederland bewustwording over de structurele oorzaken van onrecht en armoede wereldwijd. Mensen worden aangespoord om verantwoordelijkheid te nemen, bijvoorbeeld door een duurzame levensstijl te omarmen.  

## Samenwerking
Tearfund was tot en met 2011 deel van de Samenwerkende Hulporganisaties. Daarna startte zij samen met Dorcas, Red een Kind, Woord en Daad en ZOA het Christelijk Noodhulpcluster. Later kwamen daar EO Metterdaad en MAF bij.
Daarnaast werkt Tearfund samen met Dutch Relief Alliance, Partos, MissieNederland, Prisma, Mensen met een Missie, ICCO, Micha Nederland en EU-CORD.
Tearfund is aangemerkt als Erkend goed doel door het Centraal Bureau Fondsenwerving.

## Evenementen en acties
In 2013 lanceerde Tear samen met De Nieuwe Koers de Goot 500, een eenmalig magazine waarin vijfhonderd mensen die willen werken aan een eerlijker wereld ('anders rijken'), over het voetlicht worden gebracht - een christelijk-sociale parodie op de Quote 500.
Om het jaar organiseert Tearfund in samenwerking met diverse partners het grootste christelijke duurzaamheidsevenement GroenGelovig. Bij de editie in 2023 waren er bijdragen van onder anderen Paul Schenderling, Evert-Jan Ouweneel en Ruth Valerio.

## Directeur
- 2023-heden: Guido de Vries
- 2022-2023: Matt Gregora (interim)
- 2019-2022: Minella van Bergeijk
- 1983-1997: Hans Keijzer
- 1975-1983: Jan van Barneveld